# Nguyễn Xuân Thiều
Nguyễn Xuân Thiều (* 1930) ist ein vietnamesischer Schriftsteller.

## Leben
Während des Indochinakrieges engagierte er sich auf der Seite der Việt Minh und war später als Kriegsberichterstatter tätig. 1955 veröffentlichte er erste literarische Arbeiten. Nguyễn Xuân Thiều verfasste vor allem Erzählungen.

## Werke (Auswahl)
- Doi Vat, Erzählungen, 1958
- Schlachten auf den Straßen, Erzählungen, 1968
- Khuc Song, Erzählungen, 1972
- Pak Thien und seine Freunde, Kurzgeschichte, aus dem Russischen übersetzt von Aljonna Möckel